# Примати
Примати (Primates, від лат. primas) — ряд плацентарних ссавців, який включає, зокрема, мавп і людину. Ряд налічує ≈ 515 сучасних видів у 16 родинах.
Приматам характерні п'ятипалі, дуже рухомі верхні кінцівки (руки), зіставлення великого пальця іншим, нігті. Тіло покрите волоссям, а у лемурових і деяких широконосих мавп є ще і підшерстя, тому їх волосяний покрив нагадує хутро. Для багатьох видів характерні мантії, гриви, бороди, вуса, брови тощо. Більшість приматів мають хвіст. Голова приматів має збільшений мозковий відділ черепа та вкорочені щелепи. У приматів добре розвинений головний мозок, котрий у більшості видів із борознами та звивинами.
Примати поширені в тропічних та субтропічних районах Північної та Південної Америки, Африки та Азії. Більшість приматів проживають в лісах, але деякі (зокрема, людиноподібні мавпи та бабуїни) ведуть наземний спосіб життя, зберігаючи при цьому здатність лазити по деревах. Приматам притаманні соціальні зв'язки, більшість з них живуть стадами або сімейними групами.
Наука, що вивчає приматів, називається приматологією.

## Загальна характеристика
- Бінокулярний зір
- Волосяний покрив
- П'ятипалі кінцівки
- Пальці з нігтями
- Великий палець кисті протиставлений всім іншим
- Недорозвинений нюх
- Значний розвиток півкуль головного мозку

Про поняття «мавпи» як екоморфологічний тип (вищі примати, але без людини) див. також: Мавпи (Simia).

## Зовнішній вигляд
Для мавп характерні п'ятипалі дуже рухливі верхні кінцівки (руки), протиставлення великого пальця іншим (для більшості), нігті. Тіло більшості приматів вкрите волоссям, а у лемурових і деяких широконосих мавп є ще й підшерстя, через що їх волосяний покрив можна назвати справжнім хутром.

## Класифікація
Ряд приматів виділив ще у 1758 році Лінней, який відніс до нього людей, мавп, напівмавп, кажанів та лінивців. За визначальні ознаки приматів Лінней прийняв наявність двох молочних залоз і п'ятипалої кінцівки. З XVIII століття склад таксона змінився, але ще у XX столітті повільного лорі відносили до лінивців, а кажани були виключені з числа найближчих родичів приматів на початку XXI століття.
Останнім часом класифікація приматів зазнала значних змін. Раніше виділяли підряди напівмавп (Prosimii) і людиноподібних приматів (Anthropoidea). До напівмавп відносили всіх представників сучасного підряду мокроносі (Strepsirhini), Довгоп'ятів, а також іноді тупай (нині вони розглядаються як особливий ряд). Антропоїди стали інфрарядом мавпоподібних у підряді сухоносих мавп. Крім того, раніше виділяли родину понгід, яке тепер вважається підродиною понгіни у родині гомініди.

### Підрядмокроносі(Strepsirhini)
- Інфраряд лемуроподібні (Lemuriformes)
  - надродина Lemuroidea
    - Лемурові (Lemuridae): власне лемури
    - Карликові лемури (Cheirogaleidae): карликові та мишачі лемури
    - Лепілемурові (Lepilemuridae)
    - Індрієві (Indriidae): Індрі, авахі та сіфака
    - Айаєві (Daubentoniidae): ай-ай (єдиний вид)

  - надродина Lorisoidea
    - Лорієві (Loridae): лорі та пото
    - Галагові (Galagonidae): власне галаго

### Підрядсухоносі мавпи(Haplorhini)
- Інфраряд довгоп'ятоподібні (Tarsiiformes)
  - Довгоп'ятові (Tarsiidae)

- Інфраряд мавпоподібні (Simiiformes)
  - Парворяд широконосі мавпи, або мавпи Нового Світу (Platyrrhina)
    - Ігрункові (Callitrichidae)
    - Капуцинові (Cebidae)
    - Нічні мавпи (Aotidae)
    - Сакієві (Pitheciidae)
    - Павукоподібні (Atelidae)

  - Парворяд вузьконосі або мавпи Старого Світу (Catarhina)
    - Надродина песоголові (Cercopithecoidea)
      - Мавпові, або нижчі вузьконосі мавпи (Cercopithecidae): макаки, павіани, мавпи та інші

    - Надродина людиноподібні, або гоміноїди (Hominoidea), або антропоморфіди (Anthropomorphidae)
      - Гібонові, або малі людиноподібні мавпи (Hylobatidae): справжні гібони, номаскуси, хулока та сіаманги
      - Гомініди (Hominidae): орангутани, горили, шимпанзе та люди

## Філогенетика
Згідно з сучасними уявленнями, які були сформовані на підставі молекулярних досліджень 1999 року, виявилося, що найближчі родичі людини не тупаї, а шерстокрили. Примати, шерстокрили та тупаєподібні (разом з гризунами та Зайцеподібні) відносяться до однієї з чотирьох гілок плацентарних — надряду Euarchontoglires, а рукокрилі — до надряду Laurasiatheria . Раніше приматів, шерстокрилів і тупаєподібних групували разом з рукокрилими в надряд Archonta.

|  | Rodentia   |
|  |            |
|  | Lagomorpha |
|  |            |

| Strepsirrhini | (lemuriformes and lorisiformes)                                                           |
|               | (lemuriformes and lorisiformes)                                                           |
| Haplorrhini   | \| \| Tarsiiformes \| \| \| \| \| \| Simiiformes (platyrrhini and catarrhini) \| \| \| \| |
|               | \| \| Tarsiiformes \| \| \| \| \| \| Simiiformes (platyrrhini and catarrhini) \| \| \| \| |
|               | Tarsiiformes                                                                              |
|               |                                                                                           |
|               | Simiiformes (platyrrhini and catarrhini)                                                  |
|               |                                                                                           |

|  | Tarsiiformes                             |
|  |                                          |
|  | Simiiformes (platyrrhini and catarrhini) |
|  |                                          |

| Strepsirrhini | (lemuriformes and lorisiformes)                                                           |
|               | (lemuriformes and lorisiformes)                                                           |
| Haplorrhini   | \| \| Tarsiiformes \| \| \| \| \| \| Simiiformes (platyrrhini and catarrhini) \| \| \| \| |
|               | \| \| Tarsiiformes \| \| \| \| \| \| Simiiformes (platyrrhini and catarrhini) \| \| \| \| |
|               | Tarsiiformes                                                                              |
|               |                                                                                           |
|               | Simiiformes (platyrrhini and catarrhini)                                                  |
|               |                                                                                           |

|  | Tarsiiformes                             |
|  |                                          |
|  | Simiiformes (platyrrhini and catarrhini) |
|  |                                          |

| Strepsirrhini | (lemuriformes and lorisiformes)                                                           |
|               | (lemuriformes and lorisiformes)                                                           |
| Haplorrhini   | \| \| Tarsiiformes \| \| \| \| \| \| Simiiformes (platyrrhini and catarrhini) \| \| \| \| |
|               | \| \| Tarsiiformes \| \| \| \| \| \| Simiiformes (platyrrhini and catarrhini) \| \| \| \| |
|               | Tarsiiformes                                                                              |
|               |                                                                                           |
|               | Simiiformes (platyrrhini and catarrhini)                                                  |
|               |                                                                                           |

|  | Tarsiiformes                             |
|  |                                          |
|  | Simiiformes (platyrrhini and catarrhini) |
|  |                                          |

| Strepsirrhini | (lemuriformes and lorisiformes)                                                           |
|               | (lemuriformes and lorisiformes)                                                           |
| Haplorrhini   | \| \| Tarsiiformes \| \| \| \| \| \| Simiiformes (platyrrhini and catarrhini) \| \| \| \| |
|               | \| \| Tarsiiformes \| \| \| \| \| \| Simiiformes (platyrrhini and catarrhini) \| \| \| \| |
|               | Tarsiiformes                                                                              |
|               |                                                                                           |
|               | Simiiformes (platyrrhini and catarrhini)                                                  |
|               |                                                                                           |

|  | Tarsiiformes                             |
|  |                                          |
|  | Simiiformes (platyrrhini and catarrhini) |
|  |                                          |

|  | Rodentia   |
|  |            |
|  | Lagomorpha |
|  |            |

| Strepsirrhini | (lemuriformes and lorisiformes)                                                           |
|               | (lemuriformes and lorisiformes)                                                           |
| Haplorrhini   | \| \| Tarsiiformes \| \| \| \| \| \| Simiiformes (platyrrhini and catarrhini) \| \| \| \| |
|               | \| \| Tarsiiformes \| \| \| \| \| \| Simiiformes (platyrrhini and catarrhini) \| \| \| \| |
|               | Tarsiiformes                                                                              |
|               |                                                                                           |
|               | Simiiformes (platyrrhini and catarrhini)                                                  |
|               |                                                                                           |

|  | Tarsiiformes                             |
|  |                                          |
|  | Simiiformes (platyrrhini and catarrhini) |
|  |                                          |

| Strepsirrhini | (lemuriformes and lorisiformes)                                                           |
|               | (lemuriformes and lorisiformes)                                                           |
| Haplorrhini   | \| \| Tarsiiformes \| \| \| \| \| \| Simiiformes (platyrrhini and catarrhini) \| \| \| \| |
|               | \| \| Tarsiiformes \| \| \| \| \| \| Simiiformes (platyrrhini and catarrhini) \| \| \| \| |
|               | Tarsiiformes                                                                              |
|               |                                                                                           |
|               | Simiiformes (platyrrhini and catarrhini)                                                  |
|               |                                                                                           |

|  | Tarsiiformes                             |
|  |                                          |
|  | Simiiformes (platyrrhini and catarrhini) |
|  |                                          |

| Strepsirrhini | (lemuriformes and lorisiformes)                                                           |
|               | (lemuriformes and lorisiformes)                                                           |
| Haplorrhini   | \| \| Tarsiiformes \| \| \| \| \| \| Simiiformes (platyrrhini and catarrhini) \| \| \| \| |
|               | \| \| Tarsiiformes \| \| \| \| \| \| Simiiformes (platyrrhini and catarrhini) \| \| \| \| |
|               | Tarsiiformes                                                                              |
|               |                                                                                           |
|               | Simiiformes (platyrrhini and catarrhini)                                                  |
|               |                                                                                           |

|  | Tarsiiformes                             |
|  |                                          |
|  | Simiiformes (platyrrhini and catarrhini) |
|  |                                          |

| Strepsirrhini | (lemuriformes and lorisiformes)                                                           |
|               | (lemuriformes and lorisiformes)                                                           |
| Haplorrhini   | \| \| Tarsiiformes \| \| \| \| \| \| Simiiformes (platyrrhini and catarrhini) \| \| \| \| |
|               | \| \| Tarsiiformes \| \| \| \| \| \| Simiiformes (platyrrhini and catarrhini) \| \| \| \| |
|               | Tarsiiformes                                                                              |
|               |                                                                                           |
|               | Simiiformes (platyrrhini and catarrhini)                                                  |
|               |                                                                                           |

|  | Tarsiiformes                             |
|  |                                          |
|  | Simiiformes (platyrrhini and catarrhini) |
|  |                                          |

Примати виникли від спільного з шерстокрилами предка в верхньокрейдяному періоді. Оцінки часу появи приматів різняться від консервативних 65-75 мільйонів років тому до 79-116 мільйонів років тому (за молекулярним годинником). Найдавнішим відомим приматом є рід Altiatlasius з єдиним видом.
Найдавніші примати, цілком ймовірно, розселилися з Азії в інші місця Старого Світу і Північної Америки, де дали основу для розвитку лемурів і довгоп'ятів. Вихідні форми мавп Нового і Старого Світу, ймовірно, отримали початок від примітивних довгоп'ятоподібних (деякі автори предками мавпоподібних вважають древніх лемуроподібних). Мавпи Нового Світу виникли незалежно від мавп Старого Світу. Предки їх проникли з Північної Америки до Південної, тут розвивалися й спеціалізувалися, пристосовуючись до умов виключно деревного життя. Людина за багатьма анатомічними і біологічними рисами належить до вищих приматів, де становить окрему родину гомінід (Hominidae) з родом людина (Homo) і одним сучасним видом — людина розумна (Homo sapiens). За дуже багатьма анатомо-фізіологічними ознаками з людиною дуже подібні не лише людиноподібні, але і нижчі примати. Вони навіть схильні до багатьох захворювань, що властиві людині (наприклад, шигельозу, туберкульозу, поліомієліту, дифтерії, кору, ангіни тощо), і які загалом перебігають, так само як і в людини. Іноді людиноподібні примати гинуть від апендициту.

## Екологія

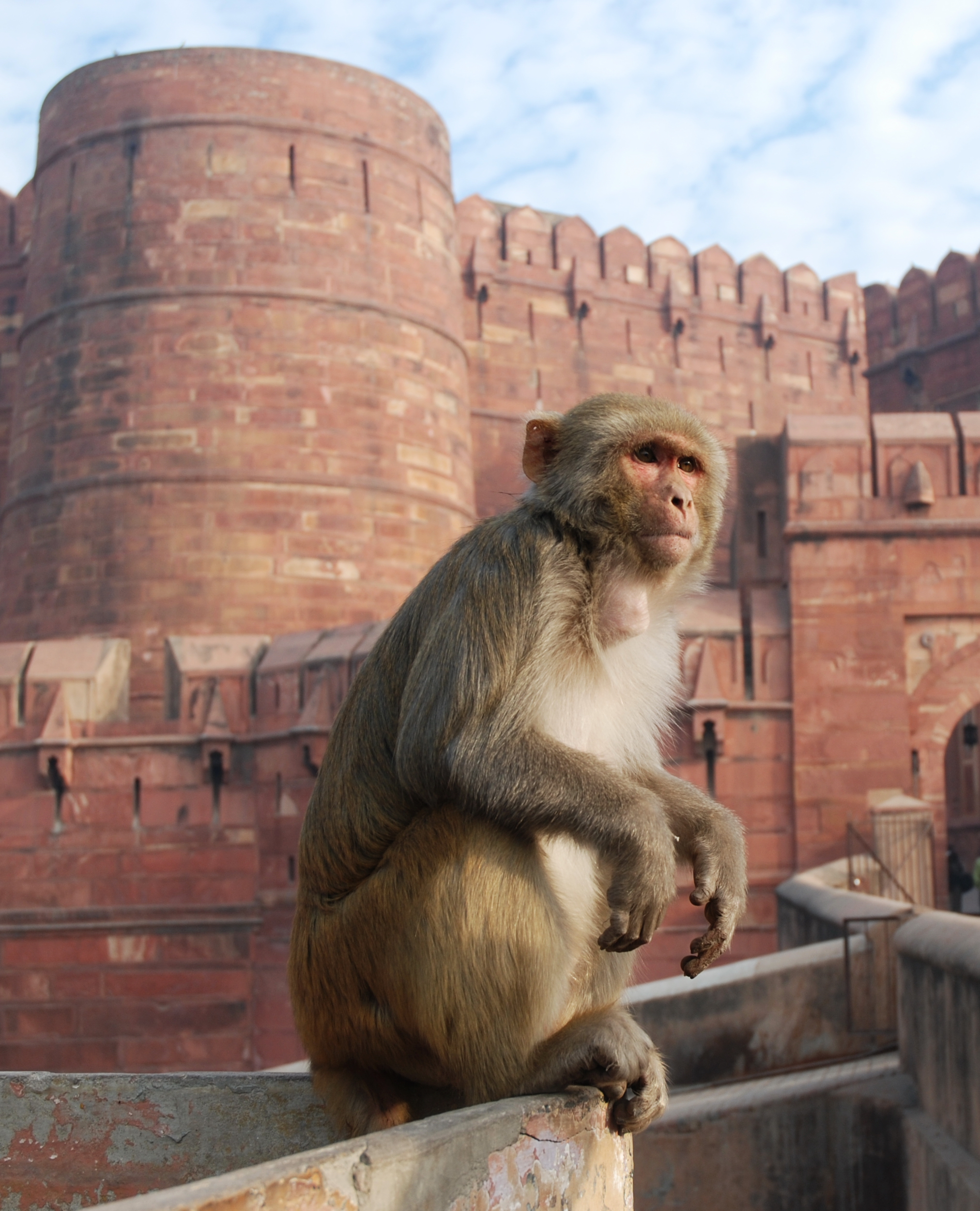
Макака-резус у форті Агра, Індія

Люди є найбільш адаптивним видом приматів, незважаючи на низьку або вузьку толерантність до багатьох екстремальних середовищ Землі. Наразі цей вид присутній у всіх восьми біогеографічних областях, хоча його присутність в Антарктиці дуже обмежена дослідницькими станціями, і щороку в зимові місяці в цьому регіоні спостерігається скорочення популяції.
Нелюдиноподібні примати в основному мешкають у тропічних широтах Африки, Азії та Америки. До видів, що мешкають за межами тропіків, належать японська макака, яка мешкає на японських островах Хонсю та Хоккайдо; берберійська макака, яка мешкає в Північній Африці, та кілька видів лангурів, які мешкають у Китаї. Примати зазвичай мешкають у тропічних дощових лісах, але також зустрічаються в лісах помірної зони, саванах, пустелях, горах та прибережних районах. Було доведено, що кількість видів приматів у тропічних районах позитивно корелює з кількістю опадів та площею дощових лісів. Примати становлять від 25 % до 40 % фруктоїдних тварин (за вагою) у тропічних лісах і відіграють важливу екологічну роль,розповсюджуючи насіння багатьох видів дерев.
Ареали проживання приматів охоплюють широкий діапазон висот: чорна кирпата мавпа мешкає в горах Хендуань на висоті 4700 м, гірські горили зустрічаються на висоті 4200 метрів в горах Вірунга, а гелади були виявлені на висоті до 4000 метрів в Ефіопському нагір'ї. Деякі види взаємодіють з водним середовищем і можуть плавати або навіть пірнати, в тому числі носата мавпа, мавпа Де Брацца та болотна мавпа Аллена. Деякі примати, такі як макака-резус та сірі лангури, можуть використовувати середовище, змінене людиною, і навіть жити в містах.

## Взаємодія між людьми та іншими приматами

### Передача захворювання
Тісна взаємодія між людьми та нелюдиноподібнимі приматами (НЛП) може створювати шляхи для передачі зоонозних захворювань. Віруси, такі як Herpesviridae (найбільш відомий вірус герпесу B), Poxviridae, кір, Ебола, сказ, вірус Марбурга та вірусний гепатит, можуть передаватися людині; у деяких випадках віруси викликають потенційно смертельні захворювання як у людей, так і у нелюдиноподібних приматів.

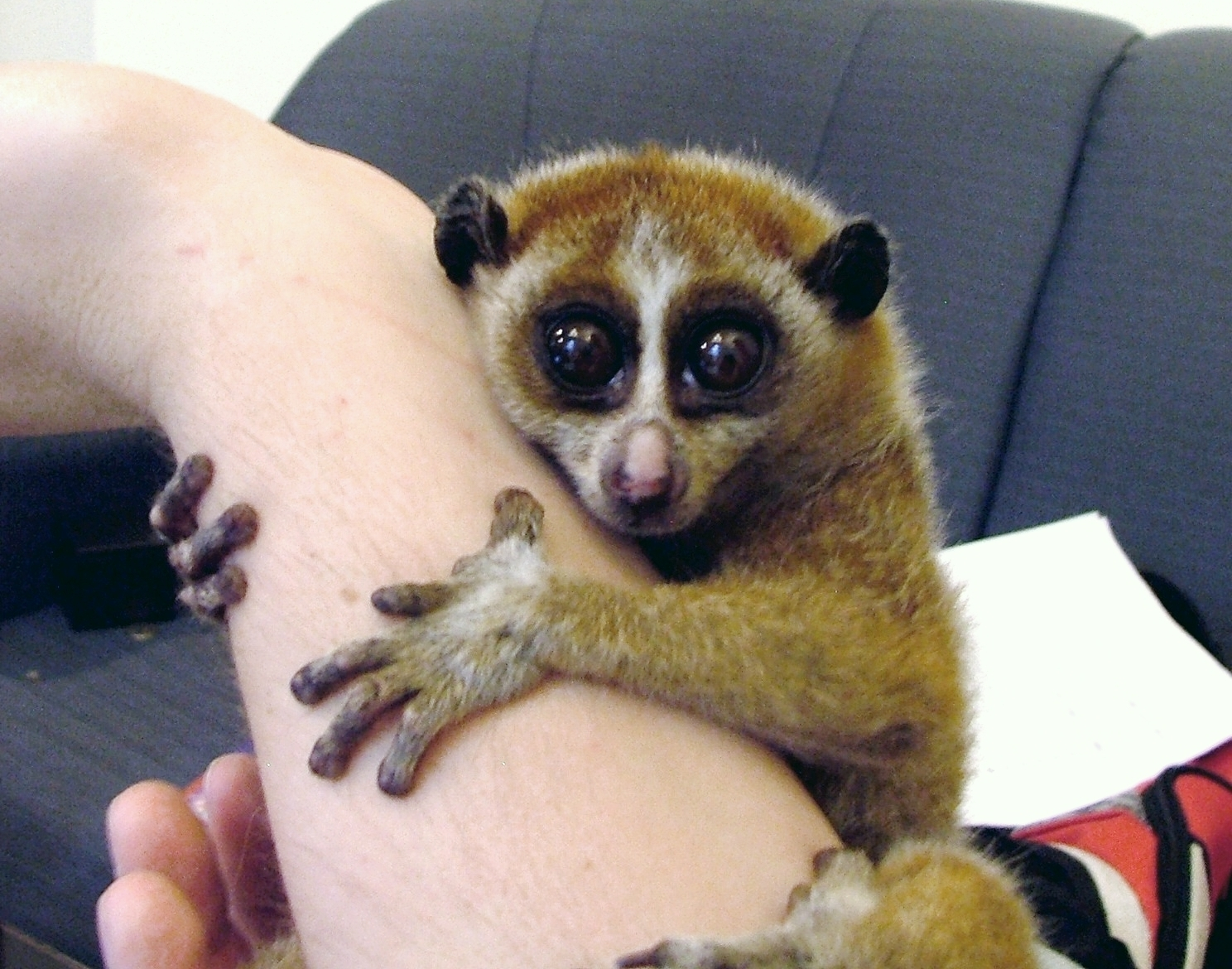
Повільні лорі популярні в торгівлі екзотичними домашніми тваринами, що загрожує диким популяціям.

### Правовий та соціальний статус
Тільки люди визнаються як особистості та захищаються законом відповідно до Загальної декларації прав людини Організації Об'єднаних Націй. З іншого боку, правовий статус НЛП є предметом численних дискусій, і такі організації, як Проєкт «Великі людиноподібні мавпи» (GAP), виступають за надання принаймні деяким з них юридичних прав. У червні 2008 року Іспанія стала першою країною у світі, яка визнала права деяких НЛП, коли міжпартійний комітет з питань навколишнього середовища її парламенту закликав країну виконати рекомендації GAP, згідно з якими шимпанзе, орангутанги та горили не повинні використовуватися для експериментів на тваринах.
Багато видів НЛП утримуються людьми як домашні тварини. Організація «Об'єднані зусилля для порятунку інших приматів» (AESOP) оцінює, що близько 15 000 НЛП живуть як екзотичні домашні тварини в Сполучених Штатах. Зростання китайського середнього класу призвело до збільшення попиту на НЛП як екзотичних домашніх тварин в останні роки. Хоча імпорт НЛП для торгівлі домашніми тваринами був заборонений у США в 1975 році, контрабанда все ще відбувається вздовж кордону між США та Мексикою, а ціни варіюються від 3000 доларів США за мавп до 30 000 доларів США за людиноподібних мавп.
НЛП утримуються в зоопарках по всьому світу. Історично зоопарки були в першу чергу розважальним закладом, але останнім часом вони переорієнтувалися на збереження природи, освіту та дослідження. GAP не наполягає на тому, щоб усіх НЛП випускали із зоопарків, насамперед тому, що примати, народжені в неволі, не мають знань і досвіду, необхідних для виживання в дикій природі у разі випуску.

### Внесок у наукові дослідження
Примати використовуються як модельні організми в лабораторіях і застосовуються в космічних місіях. Вони служать тваринами-помічниками для людей з інвалідністю. Мавп-капуцинів можна навчити допомагати людям з паралічем всіх чотирьох кінцівок; їхній інтелект, пам'ять і спритність рук роблять їх ідеальними помічниками.
Тисячі приматів, які не є людьми, використовуються в усьому світі в наукових дослідженнях через їх психологічну та фізіологічну схожість з людьми. Зокрема, мозок і очі приматів, ближчі до анатомії людини, ніж у будь-яких інших тварин. Примати, широко використовуються в доклінічних випробуваннях, неврології, офтальмологічних дослідженнях та дослідженнях токсичності. Часто використовуються макаки-резуси, а також інші макаки, африканські зелені мавпи, шимпанзе, бабуїни, білячі мавпи та мавпи-мармозетки, як дикі, так і спеціально розведені.
У 2005 році GAP повідомила, що 1280 з 3100 НЛП, які живуть у неволі в США, використовувалися для експериментів. У 2004 році Європейський Союз використав близько 10 000 НЛП в таких експериментах; у 2005 році у Великій Британії було проведено 4652 експерименти на 3115 НЛП. Уряди багатьох країн мають суворі вимоги до догляду за НЛП, що утримуються в неволі. У США федеральні рекомендації широко регулюють аспекти утримання, годівлі, збагачення та розведення НЛП. Європейські групи, такі як Європейська коаліція за припинення експериментів на тваринах, прагнуть заборонити використання НПЛ в експериментах в рамках перегляду законодавства Європейського Союзу щодо випробувань на тваринах.

### Загрози вимирання
Міжнародний союз охорони природи (МСОП; англ. IUCN) класифікує понад третину приматів як види, що знаходяться під загрозою зникнення або є вразливими. Близько 60 % видів приматів знаходяться під загрозою зникнення, зокрема: 87 % видів на Мадагаскарі, 73 % в Азії, 37 % в Африці та 36 % у Південній та Центральній Америці. Крім того, популяції 75 % видів приматів скорочуються. Торгівля регулюється, оскільки всі види занесені до Додатка II Конвенції міжнародних торгових навичок (CITES), за винятком 50 видів та підвидів, перелічених у Додатку I, які отримують повний захист від торгівлі.
Загальні загрози для видів приматів включають вирубку лісів, фрагментацію лісів, вигнання мавп (в результаті набігів приматів на посіви) та полювання на приматів для використання в медицині, як домашніх тварин та для їжі. Масштабна вирубка тропічних лісів широко вважається процесом, який становить найбільшу загрозу для приматів. Понад 90 % видів приматів зустрічаються в тропічних лісах. Основною причиною зникнення лісів є вирубка під сільськогосподарські угіддя, хоча комерційна вирубка лісу, заготівля деревини для потреб населення, видобуток корисних копалинта будівництво дамб також сприяють знищенню тропічних лісів. В Індонезії були вирубані великі площі низинних лісів для збільшення виробництва пальмової олії, і один аналіз супутникових знімків показав, що в 1998 і 1999 роках тільки в екосистемі Леусер щорічно гинуло 1000 суматранських орангутангів.

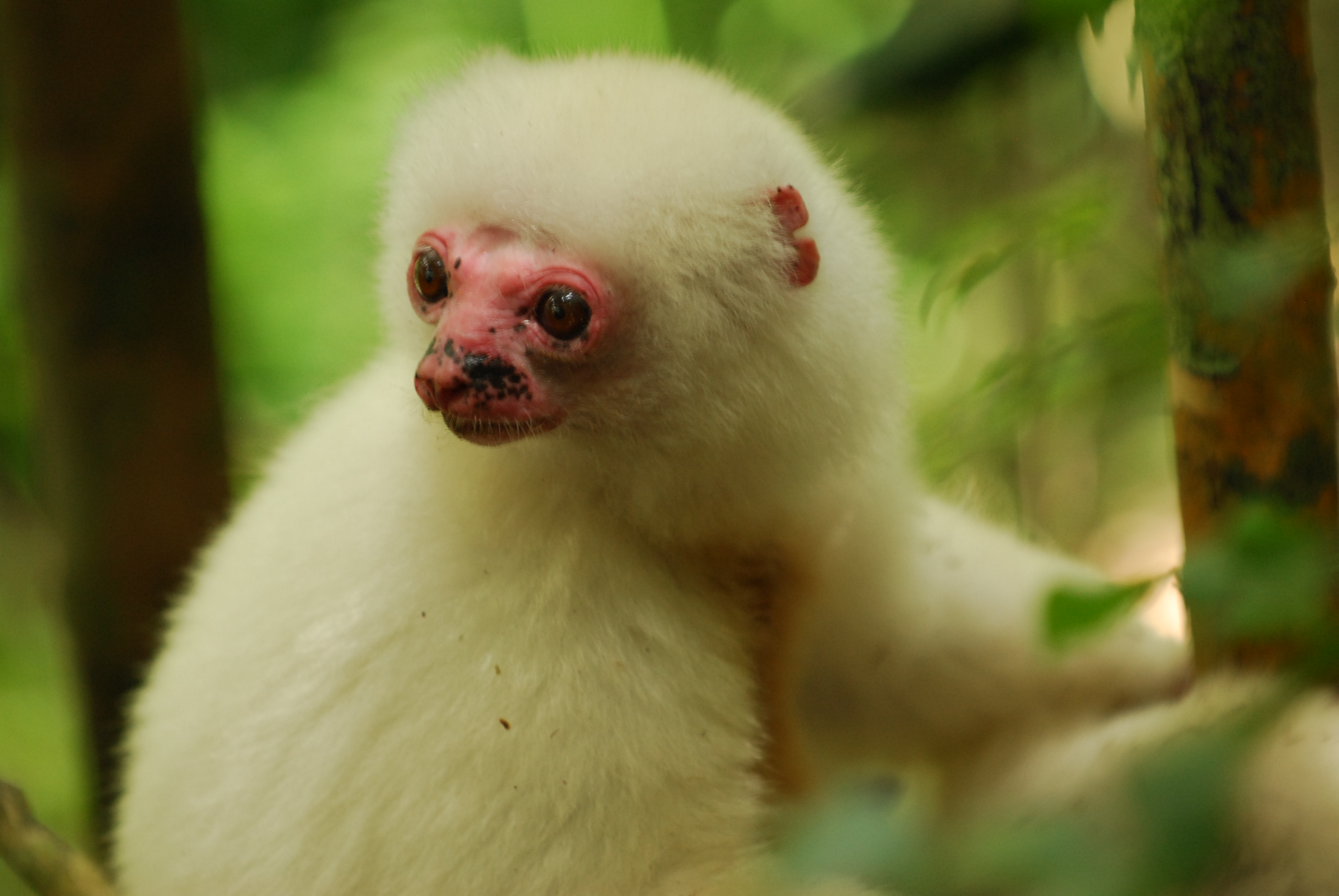
Шовковиста сіфака, що знаходиться під критичною загрозою зникнення

Примати з великим розміром тіла (понад 5 кг) піддаються підвищеному ризику вимирання через те, що вони приносять більший прибуток браконьєрам порівняно з меншими приматами. Вони досягають статевої зрілості пізніше та мають довший період між народженнями. Тому популяції відновлюються повільніше після виснаження внаслідок браконьєрства або торгівлі домашніми тваринами. Дані для деяких африканських міст показують, що половина всього білка, що споживається в міських районах, надходить з торгівлі м'ясом диких тварин. Зникаючі примати, такі як генони та дріли, полюються в обсягах, що значно перевищують стійкі рівні. Це пов'язано з їх великими розмірами тіла, легкістю транспортування та прибутковістю на одну тварину. міру того, як сільське господарство зазіхає на лісові середовища існування, примати харчуються врожаєм, завдаючи фермерам великих економічних збитків.Набіги приматів на посіви створюють у місцевих жителів негативне враження про приматів, що ускладнює зусилля з їх збереження.

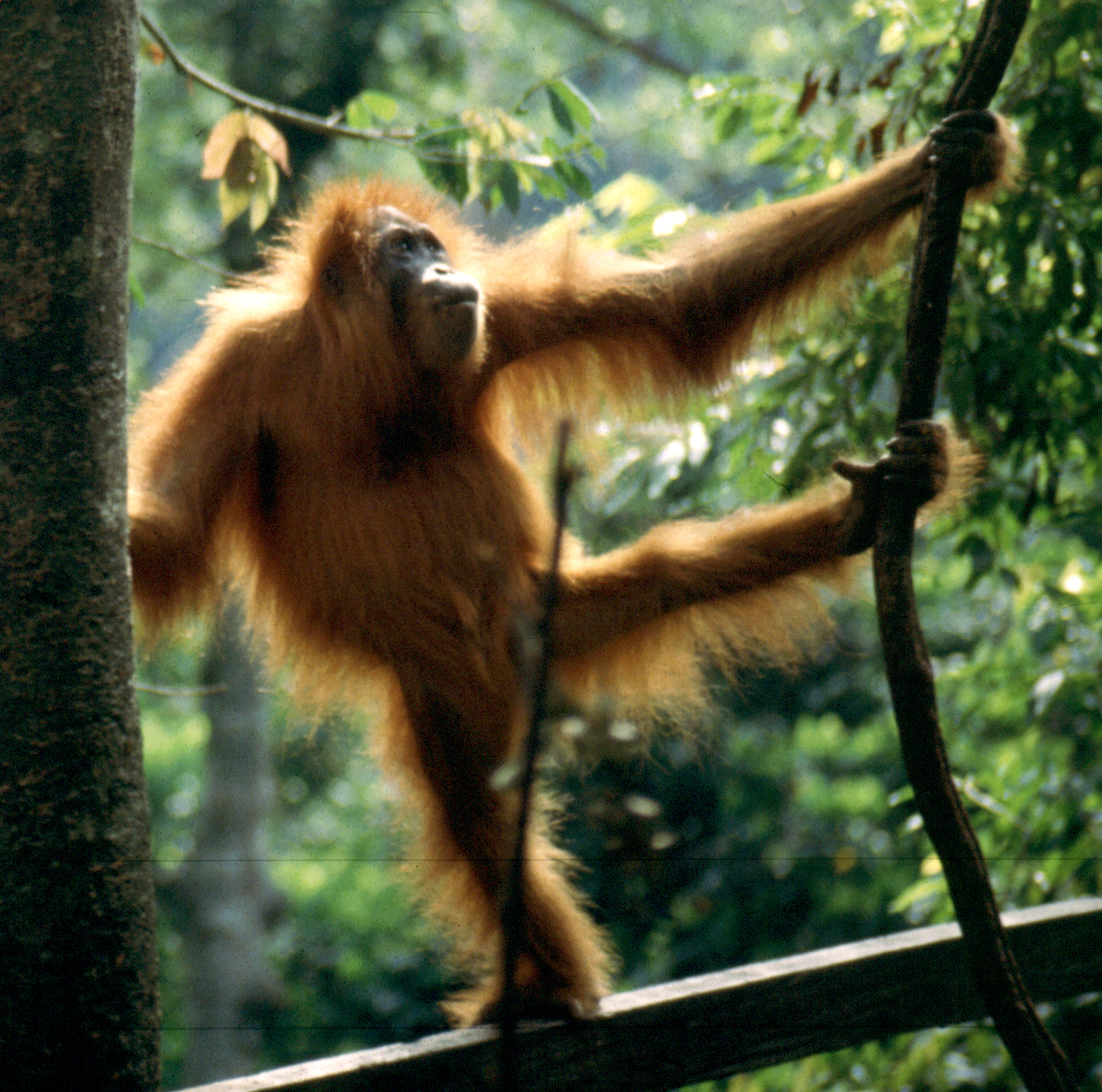
Суматранський орангутанг, що знаходиться під критичною загрозою зникнення

Мадагаскар, де мешкають п'ять ендемічних родин приматів, зазнав найбільшого вимирання за останні роки; з часу заселення людьми 1500 років тому щонайменше вісім класів і п'ятнадцять найбільших видів вимерли через полювання та знищення середовища проживання. Серед приматів, яких знищили, були Archaeoindris (лемур, більший за сріблясту горилу) та родини палеопропітецидів та археолемуридів.
В Азії індуїзм, буддизм та іслам забороняють вживати м'ясо приматів, проте приматів все ще полюють для їжі. Деякі менші традиційні релігії дозволяють споживання м'яса приматів. Торгівля домашніми тваринами та традиційна медицина також збільшують попит на незаконне полювання. Макака-резус, модельний організм, був взятий під охорону після того, як в 1960-х роках надмірний вилов поставив під загрозу його чисельність; програма виявилася настільки ефективною, що тепер ці тварини вважаються шкідниками на всій території їх проживання.
У Центральній та Південній Америці фрагментація лісів та полювання є двома основними проблемами для приматів. Великі лісові масиви зараз є рідкістю в Центральній Америці. Це збільшує кількість лісів, вразливих до впливу таких факторів, як вторгнення сільськогосподарських угідь, зниження рівня вологості та зміна рослинного світу. Обмеження пересування призводить до збільшення кількості випадків інбридингу, що може мати згубні наслідки, що призводять до скорочення популяції, в результаті чого втрачається значна частина популяції.
Існує 21 вид приматів, що знаходяться під загрозою зникнення, сім з яких з 2000 року залишаються у списку «25 найбільш зникаючих видів приматів світу» Міжнародного союзу охорони природи (IUCN): шовковиста сіфака, лангур Делакура, білоголовий лангур, сіроголовий дук, тонкінська кирпатонаса мавпа, горила Крос-Рівер та суматранський орангутанг. Червоний колобус міс Волдрон був нещодавно оголошений вимерлим, оскільки з 1993 по 1999 рік не було знайдено жодних слідів цього підвиду. З того часу кілька мисливців знайшли та вбили окремих особин, але перспективи цього підвиду залишаються похмурими.